# Czechoslovakian International 1978
Die Czechoslovakian International 1978 im Badminton fanden vom 29. September bis zum 1. Oktober 1978 in Prag statt. Es nahmen 34 Herren und 22 Damen aus acht Ländern teil.

## Austragungsort
Spoje-Sporthalle, Prag

## Finalergebnisse
| Disziplin    | Sieger                                 | Finalist                          | Ergebnis           |
| ------------ | -------------------------------------- | --------------------------------- | ------------------ |
| Herreneinzel | Michael Schnaase                       | Guus van der Vlugt                | 15-9, 17-14        |
| Dameneinzel  | Monika Cassens                         | Eva-Maria Zwiebler                | 8-11, 11-5, 11-7   |
| Herrendoppel | Eddy Sutton Alan Connor                | Clemens Wortel Guus van der Vlugt | 15-10, 18-14       |
| Damendoppel  | Angela Michalowski Monika Cassens      | Karen Puttick Barbara Sutton      | 8-15, 15-11, 15-13 |
| Mixed        | Karl-Heinz Zwiebler Eva-Maria Zwiebler | Herman Leidelmeijer Hanke de Kort | 5-15, 17-15, 15-8  |